# 김찬기
김찬기(한국 한자: 金燦基, 1932년 12월 30일 ~ 2011년 2월 1일)는 대한민국의 축구 선수, 감독이다. 아들인 김석원 역시 프로 축구 선수로 활동했다.

## 선수 경력
서울 출신으로 한양공업고등학교를 졸업했다. 육군 헌병감실 축구단과 대한석탄공사 축구단 소속으로 활동했으며, 1958년 일본 도쿄에서 열린 1958년 아시안 게임에 대한민국 대표팀 선수로 참가하여 은메달을 획득했다. 이후 1959년에는 1959년 메르데카컵에 참가했으며, 1960년에는 1960년 메르데카컵과 대한민국에서 열린 1960년 아시안컵에 참가하여 우승에 기여했다. 1962년에는 인도네시아 자카르타에서 열린 1962년 아시안 게임에서 은메달을 획득했다. 이후 1964년에 도쿄에서 열린 1964년 하계 올림픽의 축구 종목에 출전했다.

## 지도자 경력
1970년부터 중앙고등학교 축구부 감독을 맡았으며, 정해성과 김주성 등을 육성했다. 1978년과 1979년에 대한민국 청소년 국가대표팀의 감독을 맡으며, 1978년 아시아 청소년 선수권 대회 우승을 이끌었고 1979년 세계 청소년 선수권 대회에 참가한 대한민국팀의 감독을 맡았다.

## 개인사
지도자 활동 외에 중고교축구연맹 부회장과 대한축구협회 이사를 맡았고, 1981년 미국으로 이민을 떠나 그 곳에서 여생을 보냈다. 슬하에 아들 3명을 두었고, 세 아들 모두 축구를 했다. 장남 김석원은 프로 선수로 성장하여 대한민국 국가대표팀 선수로 활동하면서 대한민국 축구 역사상 최초로 부자가 국가대표팀 선수로 활동했다. 차남 김석범은 연세대학교까지, 3남인 김석준은 고등학교 까지 축구 선수 생활을 했다.
2011년 2월 3일 새벽 로스앤젤레스의 자택에서 노환으로 사망했다.